# Booranus spinibasus
Booranus spinibasus är en kräftdjursart som först beskrevs av Cooper 1974.  Booranus spinibasus ingår i släktet Booranus och familjen Phoxocephalidae. Inga underarter finns listade i Catalogue of Life.